# 마리무라 카오루
마리무라 카오루(일본어: 茉莉邑 薫 まりむら かおる[*], 2월 20일 - )는 일본의 배우이자 성우이다. 가나가와현 가와사키시 출신이다. 전 다카라즈카 가극단 호시구미 남역이다.

## 약력
- 2001년 - 다카라즈카 음악학교에 입학.
- 2003년 - 다카라즈카 가극단 89기생으로 입단.
- 2008년 12월 7일 - 가극단을 퇴단.
- 2009년 - 시그마 세븐e에 소속.
- 2018년 2월 14일 - 아뮤레트 소속사를 옮김. 그 후, 프리 선언
- 2021년 4월 1일 - 오피스 아네모네와 업무 제휴

## 인물
다카라즈카 가극단 입단 후, 호시구미에 배속되어 남역으로서 활약했다. 퇴단 후에는 주로 성우로써 활동하고 있다.

## 같이 보기
- 코즈키 와타루 - 마리무라가 입단 당시 호시구미 톱스타